# Svarttjärnen (Norrfjärdens socken, Norrbotten)
Svarttjärnen är en sjö i Piteå kommun i Norrbotten och ingår i Alterälvens huvudavrinningsområde.